# Kistdekoration
Kistdekoration är den utsmyckning som tillförs en likkista. Vanligen blomarrangemang av olika slag, eller bårtäcke.
Traditionen infördes på 1900-talet och kallades då för krematoriebukett, då den mest användes som en hälsning vid kremering. Ända fram till 1950-talet hade buketten denna beteckning. Buketten bands som en liggande bukett med en platt undersida och hade det latinska korsets proportioner. De flesta blommorna trådades och bands ihop men olika städselgröna material, antingen i spiral eller med parallella stjälkar.
Kistdekoration ingår inte i begravningsavgiften, utan är upp till dödsboet att besluta om utformning och omfattning.